# Jan Brauner
Jan Anders Bertil Brauner, född 28 januari 1931 i Matteus församling, Stockholm, död 7 oktober 2015 i Visby församling, Gotlands län, var en svensk teckningslärare och konstnär.
Brauner avlade studentexamen 1951 och arbetade därefter som stuckatörlärling 1953-1954 och avlade en teckningslärarexamen vid Konstfackskolan 1958 därefter studerade han konst vid Konsthögskolan i Stockholm 1959-1964 samt under studieresor till Paris Spanien, Italien och Nederländerna. Han var lärare i målning vid Konsthögskolan från 1970 och prefekt vid Valands konsthögskola 1982-1983. Separat ställde han ut i bland annat Ålborg, Stockholm, Malmö, Göteborg, Helsingborg och Uppsala och han medverkade i ett stort antal samlingsutställningar. Bland hans offentliga arbeten märks en reliefmålning för Postbanken i Stockholm. Han tilldelades bland annat Statens stora arbetsstipendium 1975, 1976 och 1979. Hans konst har nästan alltid en nära kontakt med naturen och landskapet i en abstrakt form. Han var far till koppartryckaren Johan Brauner och de samarbetade i viss omfattning när det gällde den grafiska konsten. Han var representerad i 1989 års portfölj från Föreningen för Grafisk Konst. Brauner är representerad vid Nationalmuseum, Göteborgs konstmuseum, Moderna museet, Kalmar konstmuseum, Malmö museum, Dalarnas Museum, Gotlands konstmuseum och Institut Tessin i Paris.